# Борновалово
Борновалово (рос. Борновалово) — присілок в Усвятському районі Псковської області Російської Федерації.
Населення становить 35 осіб. Входить до складу муніципального утворення Усвятська волость.

## Історія
Від 2015 року входить до складу муніципального утворення Усвятська волость.

## Населення
| 2001 | 2002 | 2010 |
| ---- | ---- | ---- |
| 57   | ↘43  | ↘35  |